# فرودگاه بین‌المللی هایکو میلان
فرودگاه بین‌المللی هایکو میلان (به انگلیسی: Haikou Meilan International Airport) یک فرودگاه همگانی مسافربری با کد یاتا HAK است که یک باند فرود بتن دارد و طول باند آن ۳۶۰۰ متر است. این فرودگاه در کشور جمهوری خلق چین قرار دارد و در ارتفاع ۲۳ متری از سطح دریا واقع شده‌است.

## شرکت‌های هواپیمایی و مقصدهای پروازی

### مسافری
| شرکت‌های هواپیمایی                             | مقصدهای پروازی |
| --------------------------------------------- | --- |
| ۹ ایر                                         | هاربین تایپینگ، نانجینگ لوکو |
| شانگ آن ایرلاینز                              | شی‌آن شیان‌یانگ |
| ایر چاینا                                     | پکن، چنگدو شوانگلیو |
| بیجینگ کپیتال ایرلاینز                        | پکن، چانگشا هوانگهوا، چیانگ مای, مائه فه لوانگ-چینگ رایی چنگچینگ ییانگبی، دالیان ژووشویزی، انشی ژوجیپینگ، بایون گوآنگجو، گایلین لیانگ‌جیانگ، لانگ‌دونگ‌بائو گوئی‌یانگ، هانگجو ژیاشان، هوهوت بایتا، سوئکارنو-هتا، جینان یاکیانگ، نانچانگ چانگبی، نانجینگ لوکو، نانینگ ووژو، نینگبو لیشه، کانزای، پنوم‌پن، شانگهای پودنگ، سیم ریپ، ووسو تائی‌یوان، اورومچی دیووپو، وانچو ووچیاو، ووهان تیانهه، شی‌آن شیان‌یانگ، یینچوان هیدونگ، ژنگژو سین‌ژنگ |
| دراگون‌ایر                                     | هنگ کنگ |
| Chengdu Airlines                              | چنگدو شوانگلیو، گایلین لیانگ‌جیانگ، ژنگژو سین‌ژنگ |
| چاینا ایرلاینز                                | تائویوان تایوان |
| هواپیمایی شرقی چین                            | پکن، هوای‌ان لیانشوی، هفئی ژینگیاو، لیوژو بایلیان، نانجینگ لوکو، نانینگ ووژو، شانگهای پودنگ، ووسو تائی‌یوان، شی‌آن شیان‌یانگ |
| هواپیمایی شرقی چین اجرا توسط شانگهای ایرلاینز | جینگانگشان، شانگهای هونگچیائو، شانگهای پودنگ، ونچو یونگچیانگ |
| China Express Airlines                        | چنگچینگ ییانگبی، هچی، لیبو |
| هواپیمایی جنوبی چین                           | پکن، چانگچون لونگییا، چانگشا هوانگهوا، چنگدو شوانگلیو، چنگچینگ ییانگبی، دالیان ژووشویزی، بایون گوآنگجو، هانگجو ژیاشان، هاربین تایپینگ، هفئی ژینگیاو، کونمینگ چانگشوی، لانجو ژنگچوان، نانجینگ لوکو، نانینگ ووژو، شانگهای پودنگ، جییانگوشان، شنینگ تخین، شنژن بن، تائویوان تایوان، ووهان تیانهه، زیامن گائوچی، یانگون، یینچوان هیدونگ، Yuncheng، ژنگژو سین‌ژنگ، زوهای سانزاهو |
| چاینا یونایتد ایرلاینز                        | پکن نانیوان |
| Donghai Airlines                              | شنژن بن |
| Fuzhou Airlines                               | فوژو چنگل |
| GX Airlines                                   | هفئی ژینگیاو، Mianyang، نانینگ ووژو، یینچوان هیدونگ، یونگ‌ژوی لینگ‌لینگ، زوهای سانزاهو |
| هاینان ایرلاینز                               | آنچینگ تیانژوشان، سووارنابومی، پکن، چانگشا هوانگهوا، Changzhi، چنگدو شوانگلیو، چنگچینگ ییانگبی، دا نانگ، بایون گوآنگجو، لانگ‌دونگ‌بائو گوئی‌یانگ، هانگجو ژیاشان، نوا به، هفئی ژینگیاو، هوهوت بایتا، جینان یاکیانگ، کونمینگ چانگشوی، لانجو ژنگچوان، لوآنگ پرابانگ، نانچانگ چانگبی، نانجینگ لوکو، نانینگ ووژو، پوکت، کینگدائو لیوتینگ، لئوناردو دا وینچی-فیومیچینو، شانگهای پودنگ، شنینگ تخین، شنژن بن، تائویوان تایوان، ووسو تائی‌یوان، تیانجین بینهای، اورومچی دیووپو، واتایی، ووهان تیانهه، زیامن گائوچی، شی‌آن شیان‌یانگ، سوژو گئوانئین، ژنگژو سین‌ژنگ، زوهای سانزاهو فصلی: ماکائو |
| هبئی ایرلاینز                                 | هانگجو ژیاشان، شیاژونگ ژنگدینگ |
| هنگ کنگ ایرلاینز                              | هنگ کنگ |
| Jetstar Asia Airways                          | چانگی سنگاپور |
| Jiangxi Air                                   | نانچانگ چانگبی |
| جونیائو ایرلاینز                              | شانگهای پودنگ |
| کورین ایر                                     | چارتر: اینچئون |
| Lucky Air                                     | چنگدو شوانگلیو، کونمینگ چانگشوی، لیجیانگ سانی |
| مالزی ایرلاینز                                | کوالالامپور |
| مالیندو ایر                                   | کوالالامپور، پنانگ |
| اوکی ایرویز                                   | شنژن بن، تیانجین بینهای |
| چینگدائو ایرلاینز                             | نانجینگ لوکو، کینگدائو لیوتینگ |
| Scoot                                         | چانگی سنگاپور |
| شاندونگ ایرلاینز                              | چانگشا هوانگهوا، جینان یاکیانگ |
| شنژن ایرلاینز                                 | چانگچون لونگییا، بایون گوآنگجو، هاربین تایپینگ، نانچانگ چانگبی، نانجینگ لوکو، شنینگ تخین، شنژن بن، ژنگژو سین‌ژنگ |
| سیچوان ایرلاینز                               | سووارنابومی، چنگدو شوانگلیو، چنگچینگ ییانگبی، هاربین تایپینگ، نینگبو لیشه، شی‌آن شیان‌یانگ |
| تیانجین ایرلاینز                              | Changde، گانژو هوانگژین، گایلین لیانگ‌جیانگ، لانگ‌دونگ‌بائو گوئی‌یانگ، هانگجو ژیاشان، هفئی ژینگیاو، ژی‌جیانگ، جینینگ کوفو، لانجو ژنگچوان، لینفن کیائولی، Liupanshui,لوژو لانتیان، میکسیان، نانچانگ چانگبی، نانجینگ لوکو، نانینگ ووژو، شانگهای پودنگ، جییانگوشان، تیانجین بینهای، شی‌آن شیان‌یانگ، یانگژو تایژو، ایوو، ژان‌جیانگ، زونی زینزهو |
| ویتنام ایرلاینز                               | دا نانگ |
| وست ایر                                       | چنگچینگ ییانگبی |
| ژیامن ایرلاینز                                | فوژو چنگل، هانگجو ژیاشان، تیانجین بینهای، زیامن گائوچی، ژنگژو سین‌ژنگ |